# Jean-Alain Boumsong
Jean-Alain Boumsong-Somkong (Douala, Camerun 14 de desembre, de 1979), és un defensa de futbol professional, que ha estat internacional amb la Selecció francesa.

## Trajectòria

### Primeres passes
Boumsong començava la seva carrera amb l'equip francès Le Havre abans d'anar a l'Auxerre. Notablement marcava el 89è minut que guanyava objectiu en la victòria d'Auxerre de 2-1 a la Final de Copa francesa de 2003 contra Paris Saint-germain.
Una aposta del Liverpool F.C. i el seu director Gérard Houllier, la premsa especulada que això era només una qüestió de temps de què Boumsong signés pel Liverpool. Tanmateix, com Boumsong era un agent lliure, el seu agent, del Mònaco l'escocès Willie Mckay negociava la millor contracte per a Boumsong per anar al Glasgow Rangers, d'Escòcia.

### Rangers
Com a resultat, Boumsong es reunia amb Alex Mcleish al Glasgow Rangers el 2004 i signava un contracte de cinc anys. Boumsong s'adaptà de pressa al joc escocès i mostrava la seva habilitat com a central, començaren els rumors que la seva estada a Glasgow pugui ser més curta de l'esperat. A mitja temporada 2004–05, el Newcastle amb el nou director Graeme Souness, feia una oferta de £8 milions per ell, que els Rangers acceptaren el gener del 2005.

### Newcastle
Boumsong signava un contracte de cinc anys i mig amb les Garces (Magpies) del Newcastle FC. Tanmateix, com Boumsong havia jugat els partits necessaris amb el Glasgow Rangers, rebia una Medalla de Guanyador de la Premier League escocesa, malgrat haver estat jugador ja del Newcastle FC durant al voltant de cinc mesos guanya el títol amb els Glasgow Rangers.

### Juventus
El 22 d'agost, de 2006, Boumsong signava pel recentment relegat a la Serie B, el Juventus FC per un traspàs de 4.8 M Eur, amb incentius futurs promesos al Newcastle sobre l'actuació futura a la Juventus. El setembre de 2006 Boumsong marcava el seu primer gol amb el Juventus en un partit contra Crotone on Juventus guanyava 3-0. Valeri Bojinov marcava els altres dos gols. A la final de Copa Boumsoug marcava el gol de l'empat en el seu partit de contra l'Inter el 23 de gener, de 2008.

### Lió
El 24 de gener, de 2008, Boumsong era passat al club occità del O.Lió amb un contracte per tres anys i mig. Boumsong va manifestar que feia aquest moviment per augmentar les seves possibilitats d'anar a l'Euro 2008 convocat per Raymond Domenech.
Feia el seu debut en una victòria per 4-1 sobre el Sochaux a Stade de Gerland el 8 de febrer, 2008. La temporada 2008-09 marcava el seu primer gol amb el Lió contra Le Mans el 4 d'abril 2009.

## Carrera internacional
Boumsong feia el seu debut amb França contra el Japó el 20 de juny de 2003, i anava amb l'equip francès a l'Euro 2004, encara que només feia una aparició breu com a substitut en un partit.
Participà habitualment amb l'equip francès en la fase qualificatòria de copa del Món de Futbol de 2006, i fou cridat per participar en el Copa Mundial de 2006, però no va participar en cap partit durant la competició a causa del retorn de Lillian Thuram a l'equip. Boumsong també fou cridat amb la selecció pel Campionat d'Europa de futbol 2008
Boumsong apareixia en només un partit durant l'Euro 2008, quan durant el partit de grup entre França i Itàlia substituïa Samir Nasri. Nasri mateix ingressava al camp només 16 minuts abans, quan reemplaçava el Franck Ribéry lesionat, tanmateix quan el defensor central Eric Abidal fou expulsat, el tècnic francès Raymond Domenech decidir substituir el centrecampista Nasri pel defensor Boumsong. Interessantment, quatre anys més d'hora durant l'Euro 2004, Boumsong ja havia entrat al camp una vegada com el substitut d'un substitut, quan reemplaçava William Gallas durant un partit contra Suïssa, així és el primer jugadors en la història del Campionat europeu per aconseguir aquesta fet dues vegades.

## Vida personal
El germà més jove de Boumsong, Yannick Boumsong, és també un futbolista professional. El seu cosí més gran David N'gog, que juga per a Liverpool F.C.
Boumsong té titolació en matemàtiques.
Boumsong està casat amb Juliette i té una filla, Eva.

## Distincions
- Gambardella de Copa : 2000 Le Havre
- Copa de França : 2002/2003 (Auxerre), 2007/2008 (Olympique de Lió)
- Lliga escocesa de futbol: 2004/2005 (Rangers FC)
- B De Serie: 2006/2007 (juventus)
- Ligue 1 O.Lió: 2007/2008